# Vitali Abalàkov
Vitali Mikhailovitx Abalàkov (rus: Вита́лий Миха́йлович Абала́ков) nascut el 13 de gener (31 de desembre al calendari antic) de 1906 a Krasnoiarsk i mort el 26 maig de 1986 a Moscou, fou un enginyer químic, alpinista i inventor soviètic.
Germà d'Eugeni Abalàkov, un altre famós alpinista, va realitzar la primera ascensió soviètica del Pic Lenin (7134 m, anomenat ara Ibn Sina) al Pamir. El 1936 feu l'ascensió del Khan Tengri (7010 m) a la serralada del Tian Shan, on va perdre diversos dits i part del peu per congelació.
Durant molts anys, Vitali fou director d'un important laboratori de recerca i desenvolupament d'equipament esportiu, on creà un gran nombre de nous aparells. En el camp de l'escalada i l'alpinisme és conegut per haver inventat durant els anys 30 del segle XX el "Fil d'Abalàkov" d'escalada de gel, encastadors, claus, cargols i ganxos de gel, grampons de titani i auto-bloquejadors. De fet, els “friends” creats pels escaladors americans Greg Lowe l'any 1973 i Ray Jardine el 1978 s'inspiraven en un encastador de lleves inventat anys abans per Abalàkov. També ideà tècniques de control del rendiment esportiu com, per exemple, l'anomenat test d'Abalàkov per mesurar la força de les cames en els salts, que s'utilitza en esports com el bàsquet.
D'entre les seves ascensions destaquen les primeres absolutes a muntanyes del Caucas, com les cares nord del Dykh-Tau (5205 m) i del Ullu-Tau (4207 m), o la cresta que uneix els pics de Gestola (4860 m) i el Skhara (5183 m) a la paret del Bezengi. També realitzà primeres a cims d'altres zones com el pic nord del Ibn Sina o el Jengish Chokusu (o pic Pobeda, 7439 m). Adaptà la seva forma d'escalar a la discapacitat sobrevinguda per la seva amputació parcial del peu, i es mantingué actiu liderant expedicions i exercint, a més, d'instructor de muntanya. Escrigué diversos manuals d'escalada i llibres de temàtica alpinístic.

El 1938, va ser arrestat amb part del seu equip per la NKVD i va romandre sota investigació fins al 1940 sent acusats de "propaganda pública oberta" de tècniques d'alpinisme occidental, de "menysvalorar" fites alpines soviètiques i de ser un "espia alemany".
Va ser premiat amb l'Orde de Lenin (1957), Orde de la Insígnia d'Honor (1972) i els títols de Mestre Honorari d'Esports de la URSS (1943), i Entrenador Honorari de la URSS (1961).